# Aristolochia curcurbitoides
Aristolochia curcurbitoides är en piprankeväxtart som beskrevs av Chou Fen g Liang. Aristolochia curcurbitoides ingår i släktet piprankor, och familjen piprankeväxter. Inga underarter finns listade i Catalogue of Life.